# Бевера-Белдосо (Леко)
Бевера-Белдосо је насеље у Италији у округу Леко, региону Ломбардија.
Према процени из 2011. у насељу је живело 53 становника. Насеље се налази на надморској висини од 368 м.